# Triquetolidia
Triquetolidia  (лат.) — род прыгающих насекомых из семейства цикадок (Cicadellidae). Центральная и Южная Америка. Длина 7—9 мм (самки крупнее). Скутеллюм крупный, его длина больше длины пронотума. Голова отчётливо уже пронотума; лоб очень узкий. Глаза и оцеллии относительно крупные; глаза вытянуто-яйцевидные. Клипеус очень длинный и узкий. Эдеагус асимметричный и длинный, с коротким апикальным выступом и коротким стилусом. Сходны по габитусу с Coelidia, отличаясь деталями строения гениталий. Род включают в состав подсемейства Coelidiinae. Типовой вид рода Triquetolidia youngi назван в честь американского энтомолога Д. Янга (Dr D. A. Young, North Carolina State University).
- Triquetolidia youngi Nielson, 1982 — Бразилия, Гайана, Куба, Парагвай, Суринам typus